# Campeonato Paraense de Futebol de 1985
O Campeonato Paraense de Futebol de 1985 foi a 73.ª edição da principal divisão do futebol do Pará. Organizada pela Federação Paraense de Futebol, a competição contou com a participação de oito clubes. O Paysandu sagrou-se campeão, conquistando seu 34º título estadual, enquanto o Remo ficou com o vice-campeonato. Dadinho, do Remo, foi o maior goleador do certame, com 18 gols marcados.
Paysandu e Remo também conseguiram o direito de participar da Copa Brasil de 1986, nome oficial do Campeonato Brasileiro daquele ano, que fundiam as então Taça de Ouro e Taça de Prata em uma única competição. Já o Sport Belém qualificou-se para o Torneio Paralelo de 1986, torneio-tampão criado pela CBF para definir unicamente o acesso de quatro clubes para o Brasileiro da temporada mencionada.

## Participantes
| Equipe        | Cidade               | Títulos (mais recente) | Part. |
| ------------- | -------------------- | ---------------------- | ----- |
| Izabelense    | Santa Izabel do Pará | 0 (não possui)         | 6     |
| Paysandu      | Belém                | 33 (1984)              | 69    |
| Pinheirense   | Belém                | 0 (não possui)         | 10    |
| Remo          | Belém                | 28 (1979)              | 69    |
| Santa Rosa    | Belém                | 0 (não possui)         | 3     |
| Sport Belém   | Belém                | 0 (não possui)         | 18    |
| Tiradentes-PA | Belém                | 0 (não possui)         | 12    |
| Tuna Luso     | Belém                | 9 (1983)               | 51    |

## Premiação
| Campeonato Paraense de 1985     |
| Belém                           |
| ------------------------------- |
| Paysandu Bicampeão (34º título) |